# Contigo hasta el final
Singles de El Sueño de Morfeo
Lo mejor está por llegar
(2011)
Singles représentant l'Espagne au Concours Eurovision de la chanson
Quédate conmigo
(2012)
Contigo hasta el final (en français, « Avec toi jusqu'à la fin ») est une chanson du groupe espagnol El Sueño de Morfeo. Elle est surtout connue pour être la chanson qui représente l'Espagne au Concours Eurovision de la chanson 2013 qui a lieu à Malmö en Suède. La chanson est automatiquement qualifiée pour la finale qui a lieu le 18 mai 2013.

## Genèse
Le 17 décembre 2012, la RTVE choisit El Sueño de Morfeo pour représenter l'Espagne au Concours Eurovision de la chanson 2013. El Sueño de Morfeo présente quatre chansons qui sont en lice pour représenter le pays à l'Eurovision et interprète trois d'entre elles lors de la finale nationale espagnole. Contigo hasta el final ainsi que Dame tu voz sont sélectionnés directement pour cette finale tandis que Atrévete bat lors d'un vote en ligne, la chanson Revolución.
Lors de la finale nationale, qui a lieu le 26 février 2013, la chanson gagnante est déterminée par le télévote à 50 % et par un jury pour les 50 %. Contigo hasta el final obtient le meilleur score et par conséquent, devient la chanson qui représente l'Espagne au Concours Eurovision 2013.

## Sortie
La version originale de la chanson sort sur les plateformes digitales le 5 mars 2013 sous le nom Contigo hasta el final (Versión Gala TVE Eurovisión).
Le dernier album du groupe, intitulé Todos tenemos un sueño, sort le 7 mai 2013 et inclut la version finale de la chanson ainsi que la version en anglais du titre (With you until the end).

## Clip vidéo
Le clip vidéo officiel de la chanson est diffusée pour la première fois le 14 mars 2013. La vidéo, réalisée par Pedro Castro, est filmée dans plusieurs endroits de la ville de Llanes en Asturies, dans le début du mois de mars 2013. La vidéo sert à dévoiler la version finale de la chanson,,.

## Classements
| Classement (2013)              | Meilleure position |
| ------------------------------ | ------------------ |
| Espagne (Airplay) (PROMUSICAE) | 32                 |